# Robert Schefe
Robert Schefe, född 23 augusti 1909 i Schwerin, dödförklarad 1945, var en tysk SS-Obersturmbannführer och Regierungsrat ("byråsekreterare"). Han anförde ett mobilt insatskommando i Polen 1939 och var senare verksam inom Reichssicherheitshauptamt, Nazitysklands säkerhetsministerium.

## Biografi
Schefe studerade rättsvetenskap vid universiteten i Berlin, Rostock och Jena. Han disputerade på avhandlingen Urheberrechtsschutz bei der Rundfunksendung och promoverades till juris doktor 1935. År 1934 blev han medlem i Schutzstaffel (SS) och Sicherheitsdienst (SD), SS:s säkerhetstjänst. Tre år senare fick han en tjänst vid SD-Hauptamt och mellan 1938 och 1940 var han Gestapo-chef i Allenstein.

### Polen 1939
Den 1 september 1939 anföll Tyskland sin östra granne Polen och andra världskriget inleddes. I kölvattnet på de framryckande tyska trupperna följde särskilda insatsgrupper, Einsatzgruppen, vilka inom ramen för Operation Tannenberg hade i uppgift att eliminera personer som kunde tänkas leda det polska motståndet, till exempel politiska aktivister, intelligentia och reservister. Adolf Hitler hade för avsikt att utplåna Polens härskarklass för att därmed ”hugga huvudet av den polska nationen”. Därtill inledde insatsgrupperna massmordet på polska judar. Schefe utsågs i september 1939 till chef för Einsatzkommando 2 inom Einsatzgruppe V. Schefes insatskommando följde efter 3:e armén under befäl av general Georg von Küchler. I september och oktober 1939 opererade insatskommandot i bland annat Morąg och Węgrów.
Insatsgrupperna i Polen upplöstes i november 1939 och Schefe blev i början av 1940 chef för Gestapo i Łódź. Från mars 1943 var han verksam vid avdelning V (Reichskriminalpolizeiamt) inom Reichssicherheitshauptamt, Nazitysklands säkerhetsministerium och ställföreträdare för Paul Werner. Därtill var han chef för Berlins kriminalpolis. Schäfe dog förmodligen i samband med slaget om Berlin. Han dödförklarades av Landgericht Wien den 31 december 1945.